# Helina spinicostata
Helina spinicostata är en tvåvingeart som beskrevs av Adrian C. Pont 1980. Helina spinicostata ingår i släktet Helina och familjen husflugor.
Artens utbredningsområde är Kenya. Inga underarter finns listade i Catalogue of Life.